# Fa (Marke)

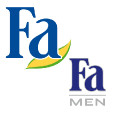
Fa Markenlogos

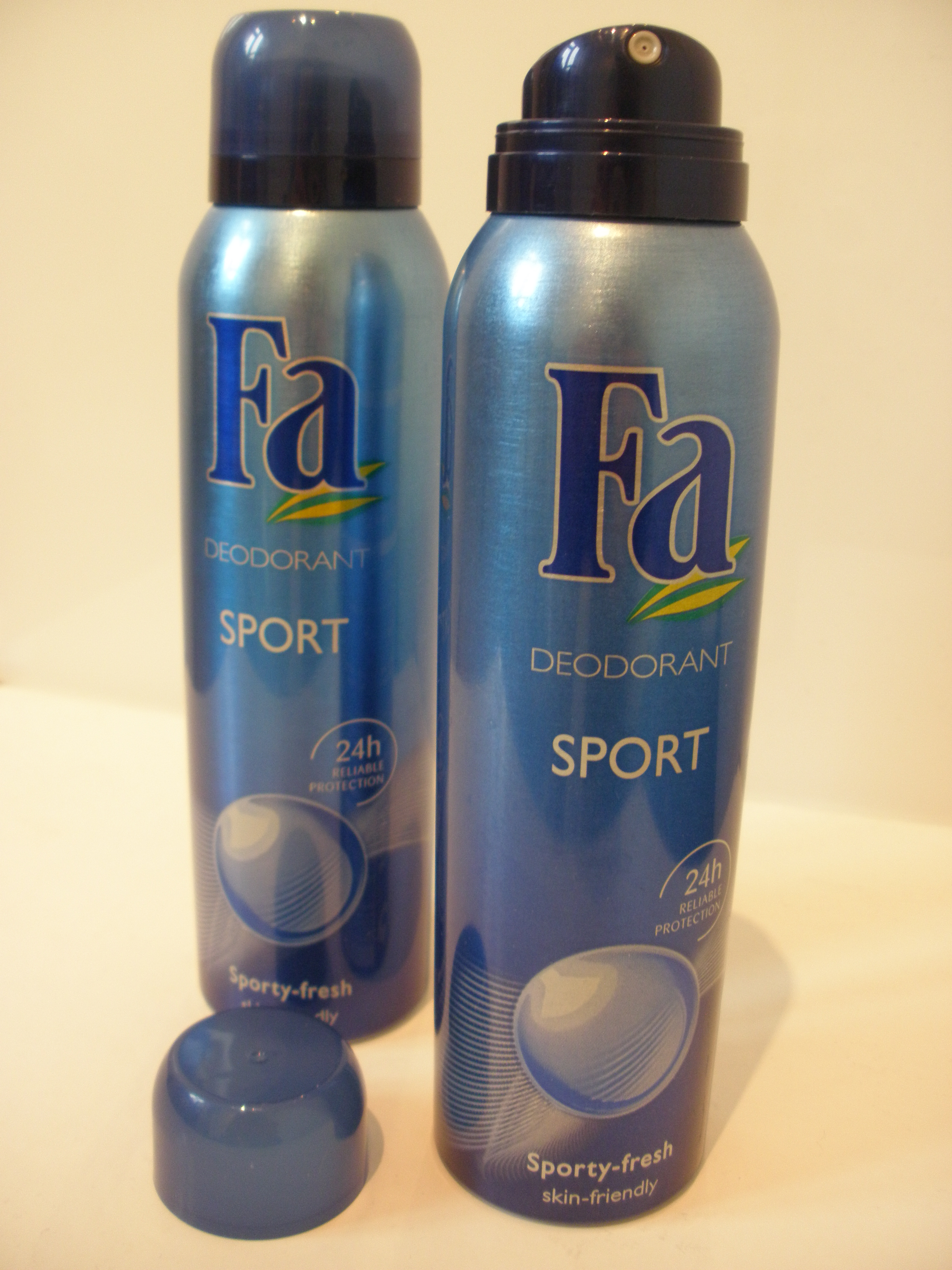
Deodorant von Fa

Fa ist eine seit 1954 bestehende Marke für Kosmetikprodukte, die vom Henkel-Konzern vertrieben werden.

## Geschichte
Die Geschichte der Marke Fa beginnt im Jahr 1954 mit einer neuartigen Seife, die sich von den Produkten der Konkurrenz sowohl durch ihre Form als auch in der Farbgebung unterschied. Sie wies eine ungewöhnliche gelbgrüne Farbe auf und verband die Begriffe „Reinigung und Pflege“ miteinander. Die Krefelder Firma Dreiring KG, damals eine Tochter des Henkel-Konzerns, nannte ihr innovatives Produkt „Feinseife neuen Stils“ und kreierte dafür die Produktbezeichnung „fabelhafte“ Seife abgekürzt in „Fa“. Der Name steht auch für die Produktionstechnik der „Fadenseife“. Die Produktfamilie der Marke Fa wurde erweitert; im Jahr 1972 waren Produkte der Marke in zwölf Ländern auf zwei Kontinenten erhältlich.
2008 wurde durch das Bundeskartellamt wegen Preisabsprachen unter anderem für Duschgel der Marke Fa insgesamt ein Bußgeld in Höhe von 21,6 Millionen Euro gegen den Henkel-Konzern verhängt.
Die Produktfamilie umfasst Seife, Duschgel und Deodorant. Fa gehört zu den europäischen Marktführern. Auch im Mittleren Osten, Afrika und Asien werden Produkte unter der Marke Fa vermarktet. Insgesamt wird Fa in 146 Ländern verkauft. Da Fa alle paar Jahre einen neuen Auftritt erhält, gilt die Marke als Musterbeispiel für einen Produkt-Relaunch.

## Fa in der Werbung
Die Fa-Produkte wurden intensiv in TV-Spots beworben. Da in diesen in den 1970er Jahren erstmals in Deutschland unbekleidete Frauen eingesetzt wurden, erregte diese Werbung große Aufmerksamkeit, rief aber auch Kritik aus konservativen, kirchlichen und feministischen Kreisen hervor. Beworben wurde auf diese Weise vor allem ein Seifenprodukt in Wellenform, das auch als Markenlogo Verwendung fand.